# Nothus excavatus
Nothus excavatus är en fjärilsart som beskrevs av Walker 1854. Nothus excavatus ingår i släktet Nothus och familjen Sematuridae. Inga underarter finns listade i Catalogue of Life.